# Sulzano
Sulzano is een gemeente in de Italiaanse provincie Brescia (regio Lombardije) en telt 1965 inwoners (31-12-2013). De oppervlakte bedraagt 10,6 km², de bevolkingsdichtheid is 185 inwoners per km².

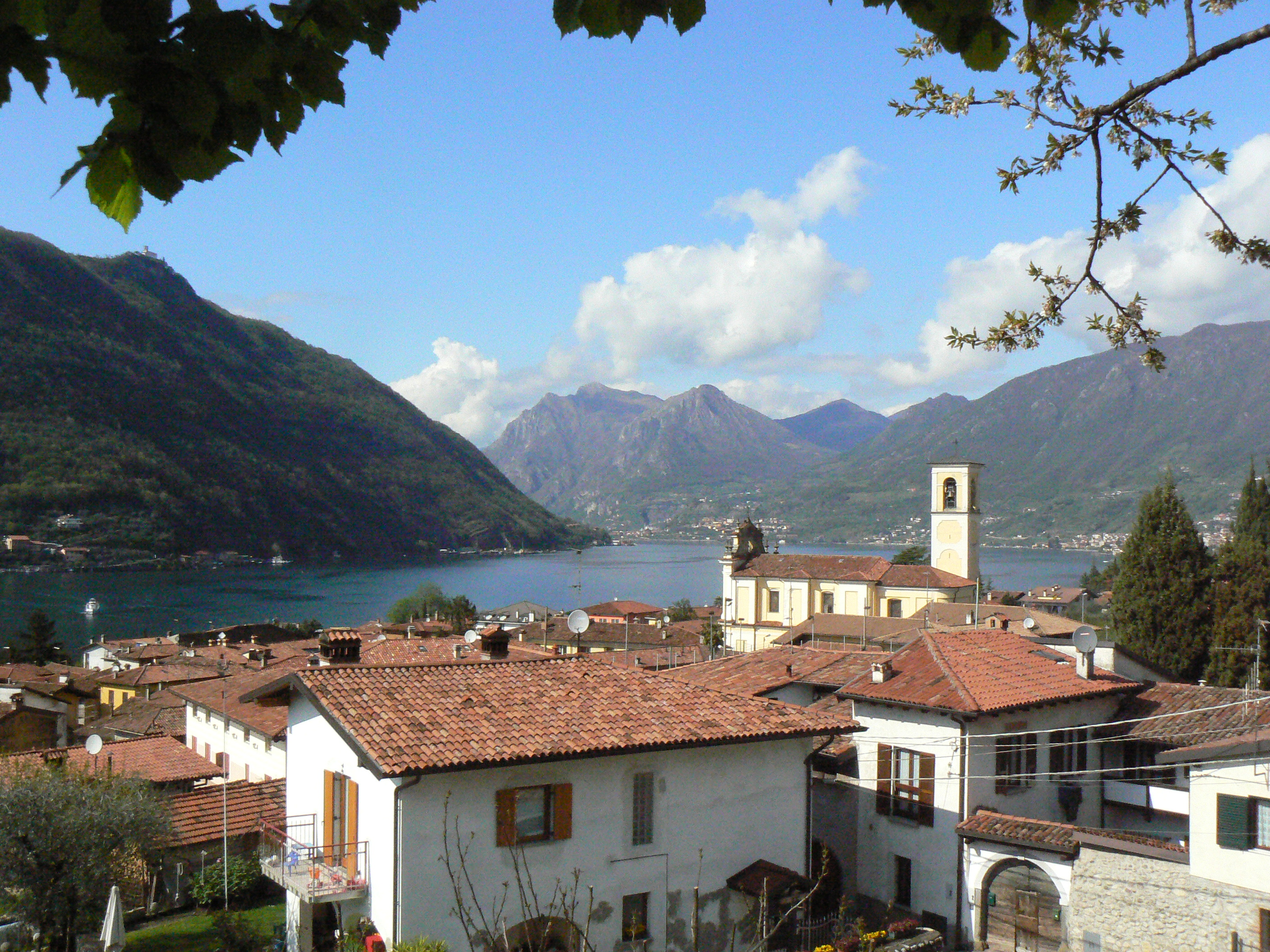
Sulzano
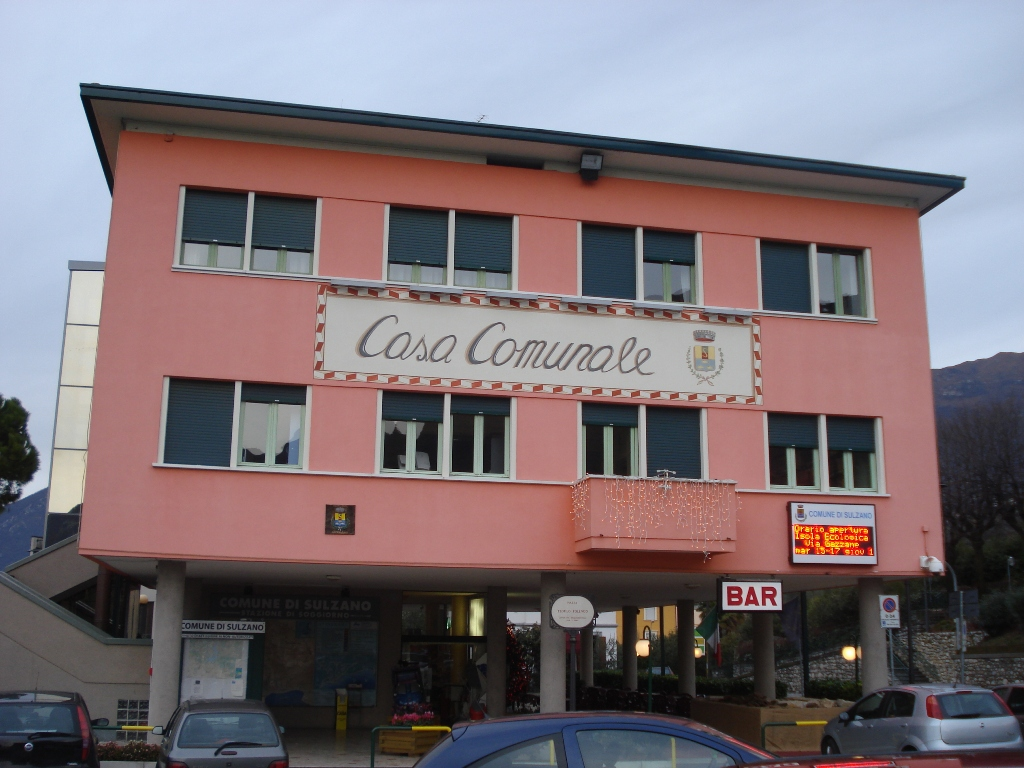
Gemeentehuis

## Demografie
Sulzano telt ongeveer 825 huishoudens. Het aantal inwoners steeg in de periode 1991-2001 met 8,5% volgens cijfers uit de tienjaarlijkse volkstellingen van ISTAT.
| Jaar | Inwoneraantal |
| ---- | ------------- |
| 1991 | 1352          |
| 2001 | 1467          |

## Geografie
Sulzano grenst aan de volgende gemeenten: Iseo, Monte Isola, Polaveno, Sale Marasino.